# Levobupivacaine
Levobupivacaine (Rinn) /liːvoʊbjuːˈpɪvəkeɪn/ là gây tê cục bộ ma túy thuộc amino amid nhóm. Nó là S - enantome của bupivacaine.
Levobupivacaine hydrochloride thường được AbbVie bán trên thị trường dưới tên thương mại Chirocaine.

## Sử dụng lâm sàng
So với bupivacaine, levobupivacaine có liên quan đến việc giãn mạch ít hơn và có thời gian tác dụng dài hơn. Nó mạnh hơn khoảng 13% (theo số mol) so với bupivacaine chủng tộc và có thời gian khởi động chẹn vận động dài hơn.

### Chỉ định
Levobupivacaine được chỉ định cho gây tê tại chỗ bao gồm sự xâm nhập, chẹn dây thần kinh, mắt, ngoài màng cứng và trong vỏ gây mê ở người lớn; và giảm đau xâm nhập ở trẻ em.

### Chống chỉ định
Levobupivacaine chống chỉ định gây tê vùng IV (IVRA).

### Tác dụng phụ
Phản ứng có hại của thuốc (ADR) rất hiếm khi được dùng đúng cách. Hầu hết các ADR liên quan đến kỹ thuật quản lý (dẫn đến phơi nhiễm toàn thân) hoặc tác dụng dược lý của gây mê, tuy nhiên phản ứng dị ứng hiếm khi có thể xảy ra.
Phơi nhiễm toàn thân với lượng bupivacaine quá mức chủ yếu dẫn đến hệ thần kinh trung ương (CNS) và ảnh hưởng tim mạch - Tác dụng CNS thường xảy ra ở nồng độ trong huyết tương thấp và tác dụng tim mạch bổ sung ở nồng độ cao hơn, mặc dù suy tim cũng có thể xảy ra với nồng độ thấp. Tác dụng của CNS có thể bao gồm kích thích thần kinh trung ương (hồi hộp, ngứa ran quanh miệng, ù tai, run, chóng mặt, mờ mắt, co giật) sau đó là trầm cảm (buồn ngủ, mất ý thức, suy hô hấp và ngưng thở). Ảnh hưởng tim mạch bao gồm hạ huyết áp, nhịp tim chậm, rối loạn nhịp tim và/hoặc ngừng tim - một số trong đó có thể là do thiếu oxy máu thứ phát do ức chế hô hấp.

### Chấn thương sau phẫu thuật nội soi
Levobupivacaine gây độc cho sụn và truyền dịch nội khớp của chúng có thể dẫn đến hiện tượng sụn chêm sau phẫu thuật nội soi.